# 凌道揚
凌道揚（1888年12月8日—1993年8月3日），广东省广州府新安县布吉村豐和墟（今深圳市龍崗區）人（後期由深圳遷往香港粉嶺崇謙堂村），中国現代著名林学家、农学家、教育家、水土保持专家。崇基學院第二任院長（1955年 - 1960年）及聯合書院第二任院長（1960年2月 - 1963年1月）。

## 简介

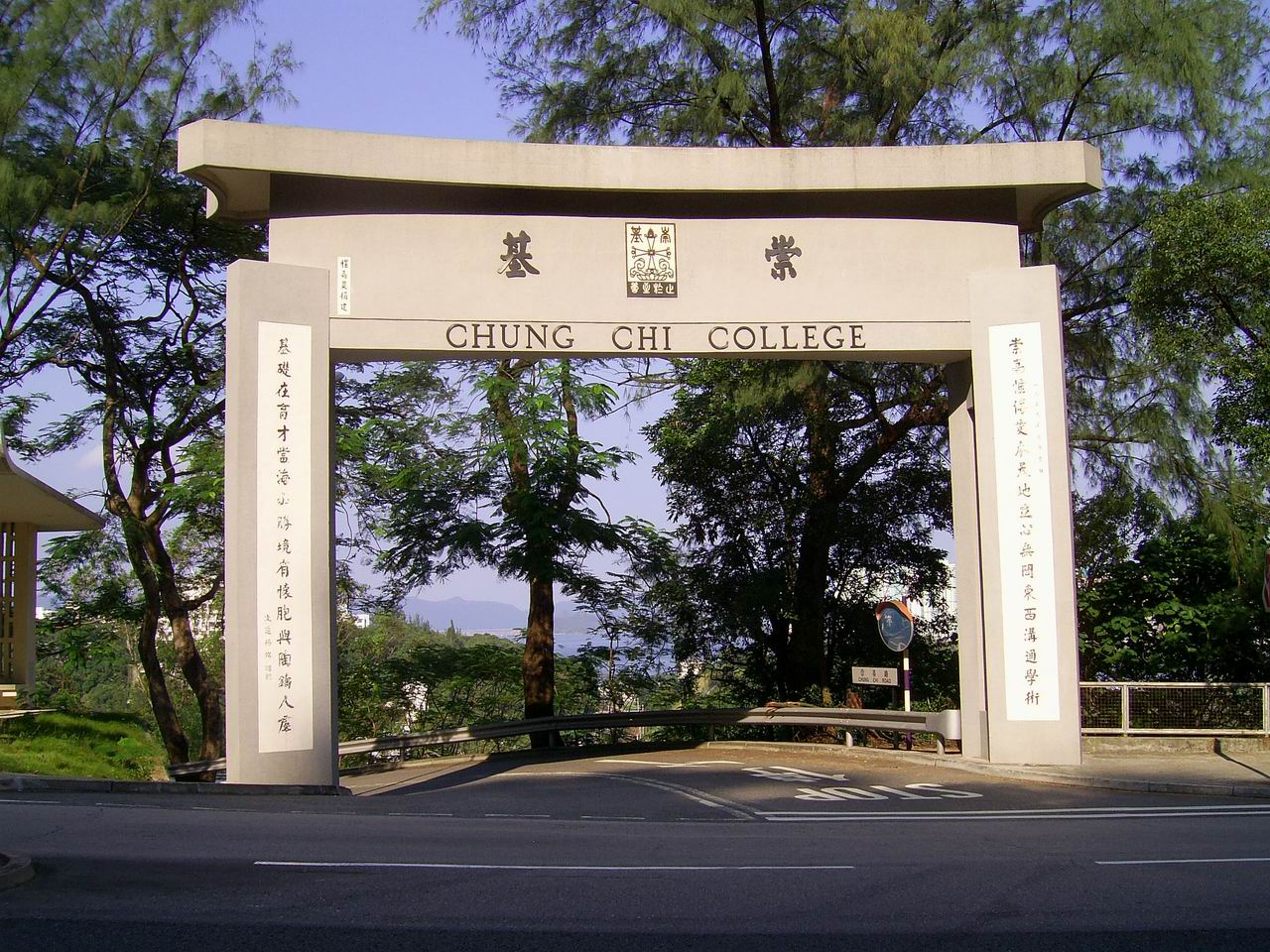
香港中文大學新崇基門入口，上有凌道揚的「崇基」二字題字和對聯：「崇高惟博愛本天地立心無間東西溝通學術；基礎在育才當海山勝境有懷胞與陶鑄人羣」

凌道揚1909年（清宣統元年）獲上海聖約翰大學文學士學位。1910年，他赴美求学，入读麻省农学院（今馬薩諸塞大學），学习农业科学。1912年，转入耶鲁大学林学院，并于1914年获得耶鲁大学硕士学位，同年到德国、瑞典考察林业和农学。
1914年（民國三年）凌氏學成回國後積極推動林業發展，他有感於國家「重山復嶺，濯濯不毛」的林業現狀，便開始踐行他的《森林救國論》，致力於林學的研究和宣傳普及工作，参与制定《中华民国森林法》。同年，他与韩安等林学家上书北洋政府，提議效發美國設立植樹節，倡議以清明节为「中国植树节」，7月31日获北洋政府採納，1916年開始實施。
1916年，他的著作《森林学大意》中文版、英文版由商务印书馆出版，1917年，发起成立中华森林会（後易名為「中華林學會」），任理事长。1918年,與晚清報業家、外交家陳言之女陳英梅（1890－1938）結婚。陳英梅生於香港，一九零六年赴美留學，一九一三年畢業於美國韋爾斯利學院獲體育學士學位，一九一四年回到上海，擔任中華基督教女青年會體育幹事及該會附設體育師範學校校長，金陵女子文理學院教授兼體育專修科主任, 南京女青年會會長等職，開啟中國近代女子體育教育先河。1922年12月，北洋政府收回青岛主权，凌道扬参与接收，并任胶澳商埠督办公署林务局局长，次年3月，林务局改为胶澳农林事务所，凌道扬任所长，直至1925年。1924年，担任中国气象学会理事。1925年，商务印书馆出版其著作《中国农业之经济观》。
1936年，当选中华林学会第四届理事长，任广东省建设厅农林局代局长、局长。1939年，任黄河水利委员会执行委员，从事黄河上游水土保持暨西北建设规划。1938年太太陳英梅在日軍空襲廣州時,不幸傷重身亡。
1940年，凌道揚與第二任太太崔亞蘭在成都結婚，崔亞蘭為湖北武昌人，金陵女子大學體育及衛生學系畢業，1936年赴美國衛斯理大學取得碩士學位,1938年回國服務,任金陵女子大學體育系教授，主要教授體育教學法、體操、韻律活動、壘球等課程。
1948年，他从联合国粮食农业总署职上退休，定居香港。1954年，凌道揚曾短暫出任崇真英文書院校長，為期一年。1955年2月，担任崇基学院第二任校長，上任後即為學院選定馬料水現址，並與港府磋商，把原為一大塊撥給崇基的十英畝土地，改為分散的七小塊，以為校園擴展預留空間。凌氏繼而向港府申請附近山地以造林，港府以凌氏乃農林學家，大幅租地與崇基，令崇基的校域範圍增至三百英畝。凌氏帶領崇基於1956年9月遷入新校址。1956年，他与钱穆、姚传法等组织中文专上学校协会，呼吁香港政府成立中文大学。
1957年，馬薩諸塞大學授予凌道揚榮譽法學博士學位，表彰他「作為愛國者、政治家和人道主義者，為母校帶來了孜孜以求的巨大聲譽」，他發表了《我之中國文化觀》的演講。。
1950年代尾至1960年代初，他亦曾經出任新亞書院董事。
1960年2月，他被聘为联合书院第二任院长，以籌備委員會主席的身份，全力推動香港中文大學的創立。1963年10月17日，新亚、崇基、联合三所书院组成的香港中文大学正式成立。
而在1963年，凌氏出任香港私立大專「崇華書院」校長。
1980年，凌氏移居美国。1993年8月2日，凌道揚病逝于美国，享年105岁。

## 身後紀念
- 1990年代末，凌氏後人與崇基學院磋商，於禮拜堂側捐建「凌道揚園」以作紀念，並於2000年建成。[4]

- 2022年，凌氏後人深圳百合控股集團有限公司董事長凌國強向香港中文大學（深圳）捐資1.5億人民幣，成立道揚書院[13]。

## 著名親屬
凌道揚之堂弟為上海滬江大學末任校長凌憲揚，曾為其時國民政府出任財政職位，以及任教於滬江大學。在中共建政後，凌憲揚被中國當局兩度清算（鎮反時首次被捕，1957年短暫獲釋後再被判監10年），1958年死於獄中。
1918年,凌道揚與晚清報業家、外交家陳言之女陳英梅（1890－1938）結婚。陳英梅生於香港，1906年赴美留學，1913年畢業於美國衛斯理學院（Wellesley College）,獲文學士，1914年回到上海，先後出任中華基督教女青年會體育幹事及該會附設的體育師範學校校長、金陵女子文理學院教授兼體育專修科主任, 南京女青年會會長等職，開啟中國近代女子體育教育先河。1938年日本空襲廣州時受重傷,送往香港搶救,但終告不治。

## 延伸阅读
[在维基数据编辑]
 《游美同學錄·凌道揚》，出自《游美同學錄》
 在维基共享资源阅览影像
| 學術機關職務  | 學術機關職務                     | 學術機關職務  |
| ------------- | -------------------------------- | ------------- |
| 前任： 蔣法賢 | 聯合書院校長 1960年2月–1963年1月 | 繼任： 鄭棟材 |
| 前任： 李應林 | 崇基學院校長 1955年–1960年       | 繼任： 容啟東 |